# Black Creek, Belize
Black Creek är en 22 kilometer lång biflod till Belizefloden i Belize. Black Creek ligger vid sjön Northern Lagoon.